# Verveningspolder

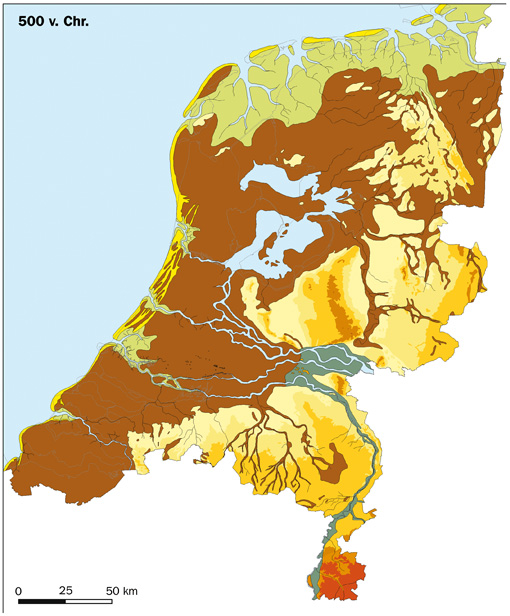
500 vc: Het grootste deel van Nederland (bruin gekleurd) bestaat uit veenmoeras

Verveningspolders of veenpolders zijn een speciaal type polder. Deze polders komen vooral voor in het westen van Nederland en zijn op karakteristieke wijze ontstaan. Door grootschalige turfwinning ontstonden vanaf de middeleeuwen enorme plassengebieden die in een later stadium weer werden drooggelegd door middel van inpoldering.

## Veen
De veengebieden in West-Nederland zijn in duizenden jaren ontstaan uit afgestorven riet, mossen en andere plantenresten. Op de moerasgebieden achter de Hollandse duinenrij was de invloed van de grote rivieren en de zee vrij gering. Hier, tussen de Maas en de Oude Rijn, en tussen de Oude Rijn en Zuiderzee, ontwikkelde zich boven de waterspiegel ook steeds meer hoogveenmos, uitgroeiend tot zogenaamde veenkoepels die enkele meters boven de omgeving uitstaken. Op dit soort hoge plekken was men veilig tegen overstromingen, vanuit het duingebied begon hier dan ook de bewoning en benutting van de lager gelegen gebieden.

## Ontginning
Na het jaar 1000 werden steeds meer delen van de streek ontgonnen voor grootschaliger agrarisch gebruik. Om de grond geschikt te maken voor landbouw moest onder meer het grondwaterpeil worden verlaagd. Daarom werden sloten gegraven.
Het water werd afgevoerd via veenriviertjes zoals de Schie, de Gouwe, de Amstel, de Vecht (in Noord-Holland en Utrecht) en de Rotte.

## Bodemdaling
Door verlaging van de grondwaterstand werd water onttrokken aan de bodem en werd het veen blootgesteld aan de lucht waardoor het kon oxideren. Het veen klonk hierdoor in,  met bodemdaling als gevolg. In het begin was dit nog niet zo erg, want de veenkoepels waren hoog genoeg. Maar in de loop van de middeleeuwen was het veen zover ingezakt, dat er van koepels geen sprake meer was.

## Turfwinning
Men moest steeds meer moeite doen om de landbouwgebieden te ontwateren, maar kon toch niet voorkomen dat het veenland op den duur weer te nat werd, en alleen nog geschikt was als weidegrond voor de veehouderij. Naarmate de bevolking toenam werd ook de vraag naar brandstof groter. Het tot dusverre gebruikte hout was schaars in dit vrijwel boomloze gebied. Daardoor kwam er vanuit de groeiende steden steeds meer vraag naar turf, gedroogd veen, dat uitstekend als brandstof kon dienen. Voor de landeigenaars werd het aantrekkelijk hun gronden af te laten graven (turfsteken) of met de baggerbeugel onder water weg te laten halen (veentrekken).

## Droogmakerijen
Door de natte vervening voor turf ontstonden in de 17e eeuw overal trekgaten met legakkers om de turf te kunnen drogen. Dit nam zulke grote vormen aan dat men in de 18e eeuw deze tot uitgestrekte veenplassen geworden gebieden ging inpolderen door het uitvoeren van zogenoemde droogmakerijen. Hierdoor ontstond het West-Nederlandse weidelandschap zoals dat heden ten dage deels nog aanwezig is.
Een ingewikkeld stelsel van ringvaarten, molens, sluisjes, duikers, boezems en kades zorgde ervoor dat de veenplassen weer tot land werden dat droog genoeg was om in te wonen en te werken. De veenpolders kwamen zo wel extreem diep te liggen ten opzichte van de zeespiegel, sommige meer dan 7 meter lager dan Normaal Amsterdams Peil.